# Samarinda
Samarinda város Indonéziában, Borneó keleti részén a Mahakam folyó mellett. Az Egyenlítő közelében fekvő város Kalimantan Timur (Kelet-Kalimantan) tartomány székhelye. Borneó legnépesebb városa, lakossága 726 ezer fő volt 2010-ben.
Az ország trópusi fakitermelésének és kereskedelmének egyik központja.

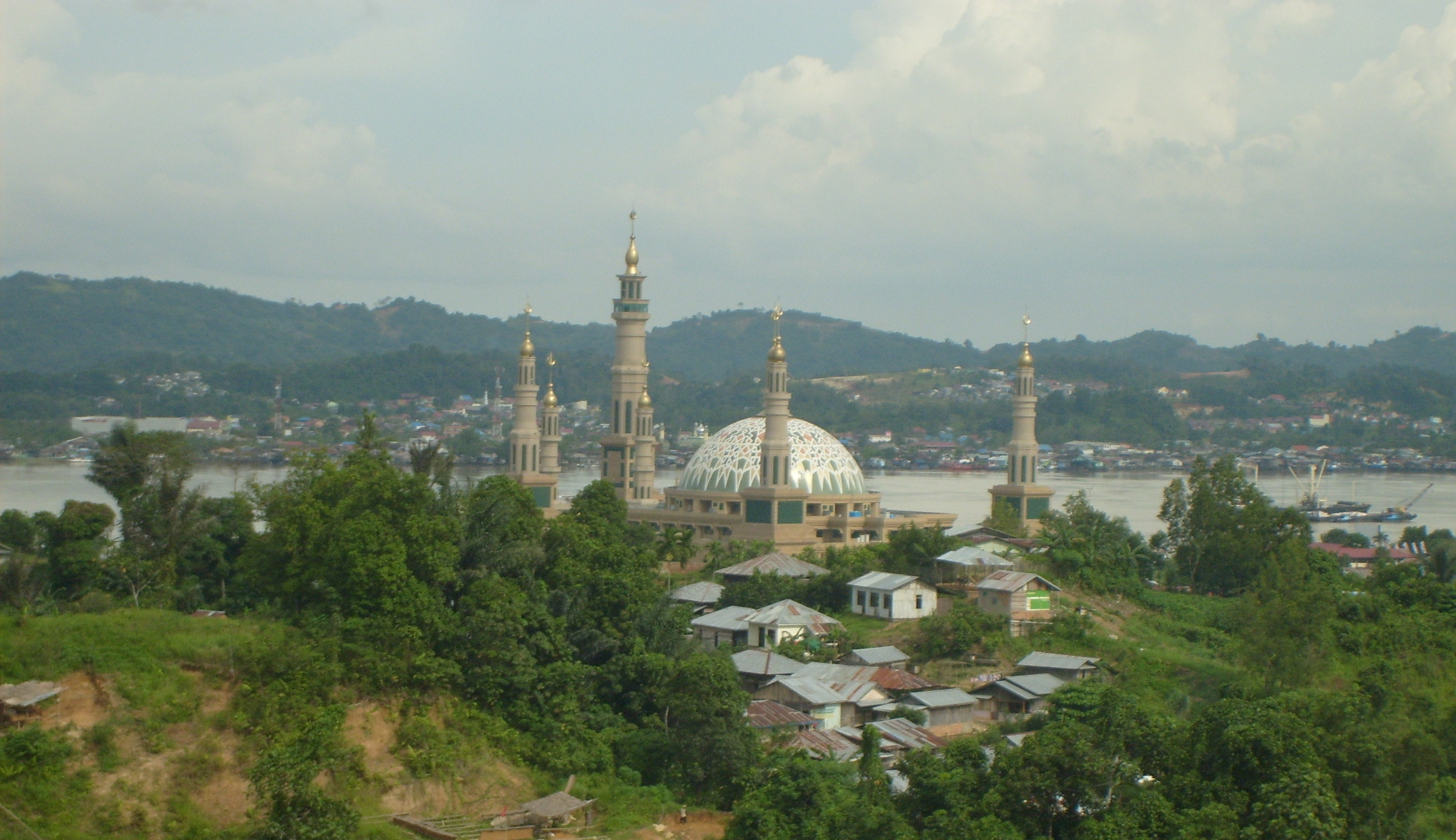
Maszdzsid Iszlám Központ

## Fordítás
Ez a szócikk részben vagy egészben  a   Samarinda című angol Wikipédia-szócikk fordításán alapul.  Az eredeti cikk szerkesztőit annak laptörténete sorolja fel. Ez a jelzés csupán a megfogalmazás eredetét és a szerzői jogokat jelzi, nem szolgál a cikkben szereplő információk forrásmegjelöléseként.
Ez a szócikk részben vagy egészben  a   Samarinda című német Wikipédia-szócikk fordításán alapul.  Az eredeti cikk szerkesztőit annak laptörténete sorolja fel. Ez a jelzés csupán a megfogalmazás eredetét és a szerzői jogokat jelzi, nem szolgál a cikkben szereplő információk forrásmegjelöléseként.